# Amanita basii
Amanita basii là một loài nấm thuộc chi Amanita.

## Thực phẩm
Mặc dù ít phổ biến hơn so với các loài nấm lành khác,  A. basii có thể ăn được, chúng có vị ngọt cùng với mùi đặc trưng của nấm.

## Môi trường sống
Loài nấm này sống trên cây thông, sồi, lãnh sam, và trong các cánh rừng tống quán sủ tại México.